# Lisa Gardner
Pour les articles homonymes, voir Gardner.
Œuvres principales
- Série FBI Profiler
- Série Détective D. D. Warren
- Série Détective privée Tessa Leoni

Lisa Gardner, née en 1972, est une autrice américaine de romans policiers. Elle publie également sous le pseudonyme d’Alicia Scott.

## Biographie
Lisa Gardner grandit à Hillsboro en Oregon. En 1993, elle obtient un diplôme en relations internationales à l'université de Pennsylvanie. Elle travaille comme consultante dans un cabinet d'audit en 1998 quand elle décide de se lancer dans l'écriture de romans policiers.
Elle est l’auteure de trois séries : D. D. Warren, une commandant de la criminelle du Boston Police Department ; FBI Profiler où, parmi les personnages récurrents, on retrouve les profileurs Pierce Quincy et sa fille Kimberly Quincy, aidés par Rainie Conner, ancienne policière devenue enquêtrice privée ; et Tessa Leoni, ancienne subordonnée de D. D. Warren désormais détective privée.
Quatre de ses romans ont fait l’objet d'une adaptation au cinéma ou à la télévision.
Elle a reçu le grand prix des lectrices du magazine Elle 2011 du meilleur roman policier pour La Maison d'à côté.

## Œuvres

### Romans

#### SérieFBI Profiler
1. Jusqu'à ce que la mort nous sépare, L'Archipel, 1998 ((en) The Perfect Husband, 1998), trad. Sophie Dalle, 303 p.  (ISBN 2-84187-121-5)Réédition, J'ai lu, coll. « Policier » no 5742, 2001, 349 p. (ISBN 2-290-30769-6) ; réédition, Archipoche no 198, 2011, 370 p. (ISBN 978-2-35287-296-2) ; réédition, Archipoche, 2015, 370 p. (ISBN 978-2-35287-821-6)
2. Tu ne m'échapperas pas, L'Archipel, 2003 ((en) The Third Victim, 2001), trad. Sebastian Danchin, 382 p.  (ISBN 2-84187-453-2)Réédition, J'ai lu, coll. « Thriller » no 7811, 2005, 473 p. (ISBN 2-290-34676-4) ; réédition, Le Livre de poche, coll. « Thriller » no 33368, 2014, 476 p. (ISBN 978-2-253-00459-2)
3. La Vengeance aux yeux noirs, L'Archipel, 2004 ((en) The Next Accident, 2001), trad. Sebastian Danchin, 387 p.  (ISBN 2-84187-568-7)Réédition, J'ai lu, coll. « Thriller » no 8059, 2006, 388 p. (ISBN 2-290-34675-6) ; réédition, Le Livre de poche, coll. « Thriller » no 33782, 2015, 501 p. (ISBN 978-2-253-00042-6)
4. (en) The Killing Hour, 2004
5. Disparue, Albin Michel, 2008 ((en) Gone, 2006), trad. Cécile Deniard, 423 p.  (ISBN 978-2-226-18103-9)Réédition, Le Livre de poche, coll. « Thriller » no 31639, 2009, 506 p. (ISBN 978-2-253-12704-8)
6. Derniers Adieux, Albin Michel, 2023 ((en) Say Goodbye, 2008), trad. Cécile Deniard, 422 p.  (ISBN 978-2-226-22980-9)Réédition, Le Livre de poche, coll. « Thriller » no 33097, 2013, 493 p. (ISBN 978-2-253-17582-7)
7. Le Quatrième homme, Albin Michel, 2023 ((en) The 4th Man, 2016), 122 p.  (ISBN 978-2-22649-256-2)
8. Juste derrière moi, Albin Michel, 2020 ((en) Right Behind You, 2017), 480 p.  (ISBN 978-2-22640-296-7)Réédition, Le Livre de poche, coll. « Thriller » no 36347, 2022, 574 p. (ISBN 978-2-253-19550-4)

#### SérieDétective D. D. Warren
1. (en) Alone, 2005
2. Sauver sa peau, Albin Michel, 2009 ((en) Hide, 2007), trad. Cécile Deniard, 418 p.  (ISBN 978-2-226-19245-5)Réédition, Le Livre de poche, coll. « Thriller » no 32328, 2011, 502 p. (ISBN 978-2-253-16122-6)
3. La Maison d'à côté, Albin Michel, 2010 ((en) The Neighbor, 2009), trad. Cécile Deniard, 418 p.  (ISBN 978-2-226-21510-9)Réédition, Le Livre de poche, coll. « Thriller » no 32688, 2012, 521 p. (ISBN 978-2-253-16715-0)
4. Les Morsures du passé, Albin Michel, 2012 ((en) Live to Tell, 2010), trad. Cécile Deniard, 439 p.  (ISBN 978-2-226-24304-1)Réédition, Le Livre de poche, coll. « Thriller » no 33520, 2014, 566 p. (ISBN 978-2-253-00464-6)
5. Preuves d’amour, Albin Michel, 2012 ((en) Love You More, 2011), trad. Cécile Deniard, 435 p.  (ISBN 978-2-226-25193-0)Réédition, Le Livre de poche, coll. « Thriller » no 33658, 2015, 520 p. (ISBN 978-2-253-09295-7)

- Le Septième Mois, Albin Michel, 2018 ((en) The 7th Month, 2012), roman court, trad. Cécile Deniard, 127 p.  (ISBN 978-2-226-42942-1)

1. Arrêtez-moi, Albin Michel, 2014 ((en) Catch Me, 2012), trad. Cécile Deniard, 469 p. (ISBN 978-2-226-25989-9)Réédition, Le Livre de poche, coll. « Thriller » no 34300, 2017, 599 p. (ISBN 978-2-253-11203-7)
2. À même la peau, France Loisirs, 2017 ((en) Fear Nothing, 2014), trad. Cécile Deniard, 559 p.  (ISBN 978-2-298-12604-4)Réédition, Albin Michel, 2019, 504 p. (ISBN 978-2-226-32089-6) ; réédition, Le Livre de poche, coll. « Thriller » no 35985, 2021, 576 p. (ISBN 978-2-253-07925-5)
  - Le Rire du Bouddha in Face à Face, Fleuve Noir, collection 12/21, 2020 (Face Off, 2014), Policier, Thriller, trad. Maxime Berrée  (ISBN 2265154709)Écrit avec M. J. Rose. Anthologie réunie par David Baldacci - 11 nouvelles rédigées par des équipes de deux à trois auteurs.

- # (en) 3 Truths and a Lie, 2016, nouvelle

1. Lumière noire, Albin Michel, 2018 ((en) Find Her, 2016), trad. Cécile Deniard, 503 p. (ISBN 978-2-226-39193-3)Réédition, Le Livre de poche, coll. « Thriller » no 35620, 2020, 576 p. (ISBN 978-2-253-18138-5)
2. Retrouve-moi, Albin Michel, 2021 ((en) Look For Me, 2018), trad. Cécile Deniard, 480 p.  (ISBN 978-2-226-44197-3)Réédition, Le Livre de poche, coll. « Thriller » no 35620, 2023, 504 p. (ISBN 978-2-253-94142-2)

- On ne meurt que deux fois, Albin Michel, 2022 ((en) The Guy Who Died Twice, 2020), roman court, 102 p.

1. N'avoue jamais, Albin Michel, 2022 ((en) Never Tell, 2019), trad. Cécile Deniard, 496 p. (ISBN 978-2226448866)
2. Au premier regard, Albin Michel, 2023 ((en) When you see me, 2020), trad. Cécile Deniard, 180 p.  (ISBN 978-2226455130)

#### SérieDétective privée Tessa Leoni
1. Preuves d’amour, Albin Michel, 2013 ((en) Love You More, 2011), trad. Cécile Deniard, 435 p.  (ISBN 978-2-226-25193-0)Réédition, Le Livre de poche, coll. « Thriller » no 33658, 2015, 520 p. (ISBN 978-2-253-09295-7)
2. Famille parfaite, Albin Michel, 2015 ((en) Touch & Go, 2013), trad. Cécile Deniard, 450 p.  (ISBN 978-2-226-31923-4)Réédition, Le Livre de poche, coll. « Thriller » no 34819, 2018, 571 p. (ISBN 978-2-253-23708-2)
3. Le Saut de l’ange, Albin Michel, 2017 ((en) Crash & Burn, 2015), trad. Cécile Deniard, 480 p.  (ISBN 978-2-226-31927-2)Réédition, Le Livre de poche, coll. « Thriller » no 35229, 2019, 524 p. (ISBN 978-2-253-25836-0)

#### SérieFrankie Elkin
1. L'Été d'avant, Albin Michel, 2024 (Before She Disappeared, Dutton, 2021)
2. Dernière Soirée, Albin Michel, 2025 (One Step Too Far, Dutton, 2022)
3. Still See You Everywhere, Dutton, 2023
4. Kiss Her Goodbye, 2025

#### Romans indépendants
- La Fille cachée, L'Archipel, 2001 ((en) The Other Daughter, 1999), trad. François Tétreau, 407 p.  (ISBN 2-84187-312-9)Réédition, J'ai lu, coll. « Thriller » no 6238, 2002, 444 p. (ISBN 2-290-31769-1) ; réédition, L'Archipel, coll. « Archipoche » no 222, 2012, 469 p. (ISBN 978-2-35287-344-0) ; réédition, Archipoche, 2014, 469 p. (ISBN 978-2-35287-697-7)
- (en) The Survivors Club, 2002
- (en) I'd Kill For That, 2004

### Nouvelles
- Le Quatrième Homme, Albin Michel, 2023 ((en) The 4th Man, 2002), trad. Cécile Deniard, 100 p.  (ISBN 978-2-226-49256-2)

### Romans signés du pseudonyme Alicia Scott

#### SérieWalking After Midnight
1. (en) Walking After Midnight, 1992
2. (en) Shadow's Flame, 1994

#### SérieGuiness Gang
1. (en) At the Midnight Hour, 1995
2. (en) Hiding Jessica, 1995
3. (en) The Quiet One, 1996
4. (en) The One Worth Waiting for, 1996
5. (en) The One Who Almost Got Away, 1996

#### SérieMaximillian's Children / Family Secrets
1. (en) Maggie’s Man, 2013
2. (en) MacNamara’s Woman, 2013
3. (en) Brandon’s Bride, 2013

#### Roman indépendant
- (en) Waking Nightmare, 1994

## Récompenses
- 2000 : Daphne du Maurier Award pour The Other Daughter
- 2009 : Best Hardcover Novel from the International Thriller Writers pour The Neighbor
- 2011 : grand prix des lectrices de Elle du meilleur roman policier pour La Maison d'à côté

## Adaptations

### Au cinéma
- 2001 : Instinct to Kill, film américain réalisé par Gustavo Graef Marino (es), adaptation du roman Jusqu'à ce que la mort nous sépare (The Perfect Husband)

### À la télévision
- 1995 : Sur le coup de minuit (At the Midnight Hour), téléfilm américain réalisé par Charles Jarrott, adaptation du roman éponyme signé Alicia Scott
- 2004 : The Survivors Club (en), téléfilm canado-américain réalisé par Christopher Leitch, adaptation du roman éponyme
- 2011 : Hide, téléfilm américain réalisé par John Gray, adaptation du roman éponyme, avec Carla Gugino dans le rôle du détective D. D. Warren